# Walter Eschweiler

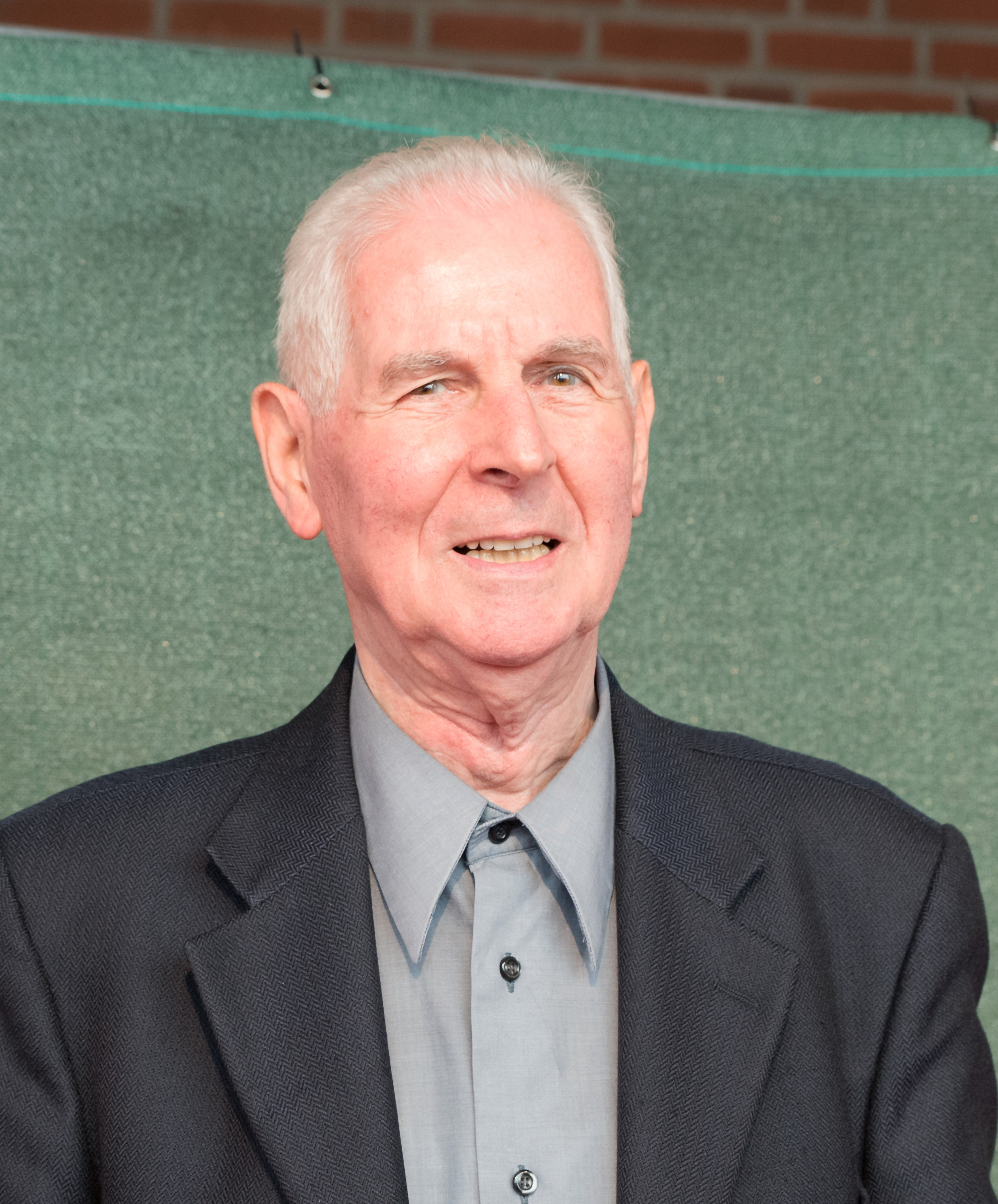
Walter Eschweiler, 2016

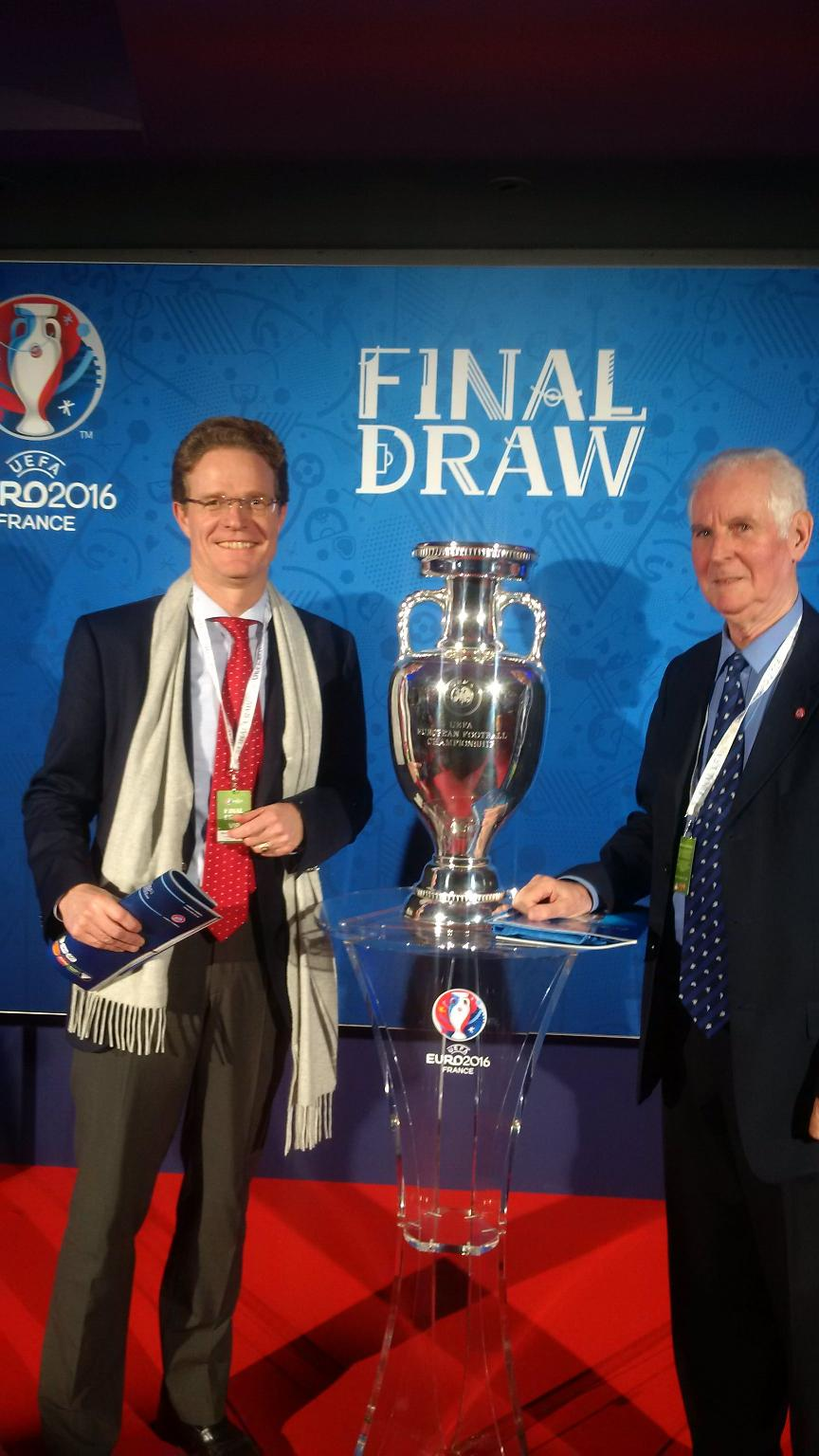
Walter Eschweiler und Botschafter Nikolaus Meyer-Landrut am 12. Dezember 2015 in Paris

Walter Eschweiler (* 20. September 1935 in Bonn) ist ein ehemaliger deutscher Fußballschiedsrichter. Eschweiler pfiff mehrfach Europapokalfinals und leitete eine Partie bei der WM 1982. Als Schiedsrichter bei der Fernsehshow Spiel ohne Grenzen wurde er zuvor einem breiten Publikum auch außerhalb des Fußballbereiches bekannt.

## Pfeife der Nation
Erste große Bekanntheit erlangte Walter Eschweiler in den 1960er- bis 1980er-Jahren durch seine Rolle als Schiedsrichter in der vom Westdeutschen Rundfunk produzierten Spieleshow Spiel ohne Grenzen. Bei den nationalen Veranstaltungen war er nach den Moderatoren die präsenteste Persönlichkeit, die den Zuschauern vor Ort und am Bildschirm die Wertungsregeln der einzelnen Wettkampfspiele erläuterte sowie schlussendlich die Punktwertung vornahm. Anders als die wechselnden Moderatoren überdauerte er fast die gesamte Zeit der Ausstrahlung.
Später von Mitte der 1970er- bis Anfang der 1990er-Jahre gehörte er zu den bekanntesten deutschen Schiedsrichtern im Fußball mit nationaler und internationaler Einsatzstatistik. Als langjähriger Bundesliga- (seit 1966) und FIFA-Schiedsrichter (seit 1971) pfiff er 286 Bundesligaspiele, 89 Länderspiele und etliche Europapokalspiele, darunter sechs Finalpaarungen. Zudem leitete Eschweiler 1974 das erste Pokalfinale im deutschen Frauenfußball.
Höhepunkte waren dabei die Leitung des UEFA-Super-Cup-Spiels 1979 zwischen dem FC Barcelona und Nottingham Forest, das Finalrückspiel im UEFA-Pokal 1980/81 zwischen AZ 67 Alkmaar und Ipswich Town und das Finale im Europapokal der Pokalsieger 1981/82 zwischen dem FC Barcelona und Standard Lüttich.
Bei der Fußball-Weltmeisterschaft 1974 fungierte Eschweiler in zwei Spielen als Linienrichter. Bei der Fußball-Weltmeisterschaft 1982 wurde er als Schiedsrichter eingesetzt und leitete am 18. Juni die Partie Italien-Peru (1:1). Während der Begegnung wurde er vom peruanischen Spieler José Velásquez versehentlich umgerannt. Eschweiler fiel nach hinten und verlor dabei seine Pfeife und die Karten. Er ließ sich dann kurz behandeln und pfiff schließlich das Spiel zu Ende. In der ersten und zweiten Finalrunde hatte er noch zwei Einsätze als Linienrichter. Weitere Höhepunkte sind Eschweilers Schiedsrichter-Einsätze bei bislang 14 Abschiedsspielen, von unter anderem Franz Beckenbauer, Uwe Seeler, Sepp Maier, Horst-Dieter Höttges, Pelé, Hermann Ohlicher, Dino Zoff und Ronnie Hellström.
Eschweiler pfiff das Studenten-WM-Finale Uruguay gegen Paraguay in Montevideo. Außerdem wurde er eingesetzt bei Militärweltmeisterschaften in Italien, Belgien, Ägypten und Deutschland.
Eschweilers unterhaltsamer Erzählstil bescherte ihm häufige Einladungen als Talkgast in Fernsehsendungen. Im Zuge dieser medialen Präsenz wurde er für einen 1993 entstandenen Werbespot für Kaubonbons der Marke Maoam engagiert, was seine Bekanntheit nochmals festigte.

## Sportdiplomat
Eschweiler war Beamter im Auswärtigen Dienst. Er absolvierte die Laufbahnprüfung des gehobenen Dienstes und wurde als Oberamtsrat pensioniert.
Ab 1986 war er als Sportrepräsentant im Referat für Internationale Sportbeziehungen tätig: Er betreute Sportler und große Verbände (IOC, FIFA, UEFA, DFB, DOSB usw.), machte Menschen aus Sport und Politik miteinander bekannt. Seine Zuständigkeit umfasste große Veranstaltungen, Auslandsreisen oder auch Sportler-Transfers.

## Sonstiges
Eschweiler bekennt sich heute als Sympathisant von Bayer 04 Leverkusen.